# Megachile transgrediens
Megachile transgrediens är en biart som beskrevs av Rebmann 1970. Megachile transgrediens ingår i släktet tapetserarbin, och familjen buksamlarbin. Inga underarter finns listade i Catalogue of Life.